# Diario Frontera
Diario Frontera su venezuelanske dnevne novine. Regionalni su dnevni list. Najviše ih se distribuira po Méridi i područjima južno od jezera Maracaiba.

## Direktori
- Rafael Ángel Gallegos
- Alcides Monsalve

## Vanjske poveznice
- (špa./kast.) Službene stranice